# Hügel-Klee
Der Hügel-Klee (Trifolium alpestre) ist eine Pflanzenart in der Unterfamilie der Schmetterlingsblütler (Faboideae) innerhalb der Familie der Hülsenfrüchtler (Fabaceae). Sie gehört zur Untersektion Alpestria aus der Sektion Trifolium in der Gattung Klee (Trifolium). Der Hügel-Klee ist von Europa bis Kleinasien verbreitet.

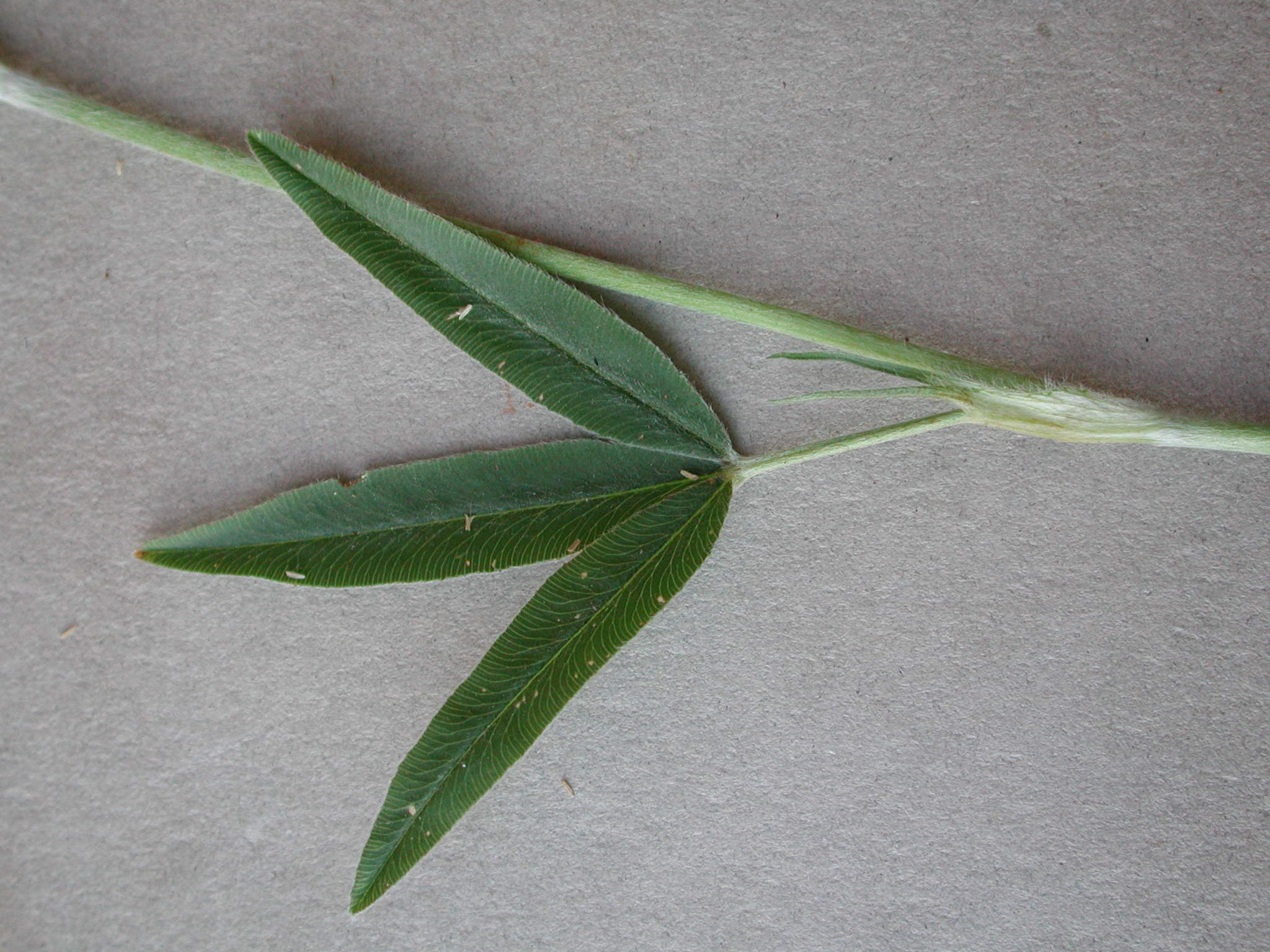
Stängel mit Nebenblatt und gestielten, dreiteilig gefiederten Laubblatt

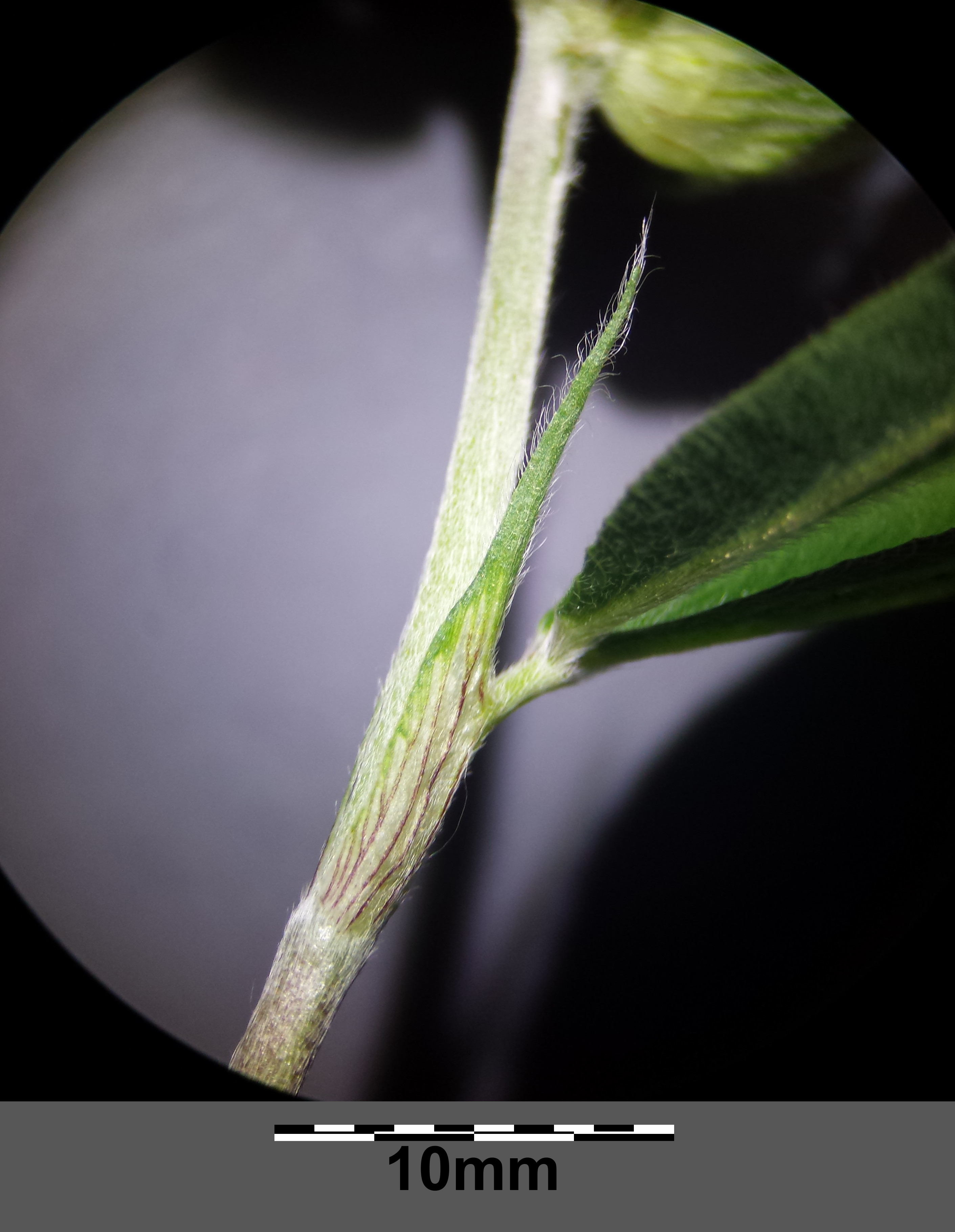
Stängel mit Nebenblatt

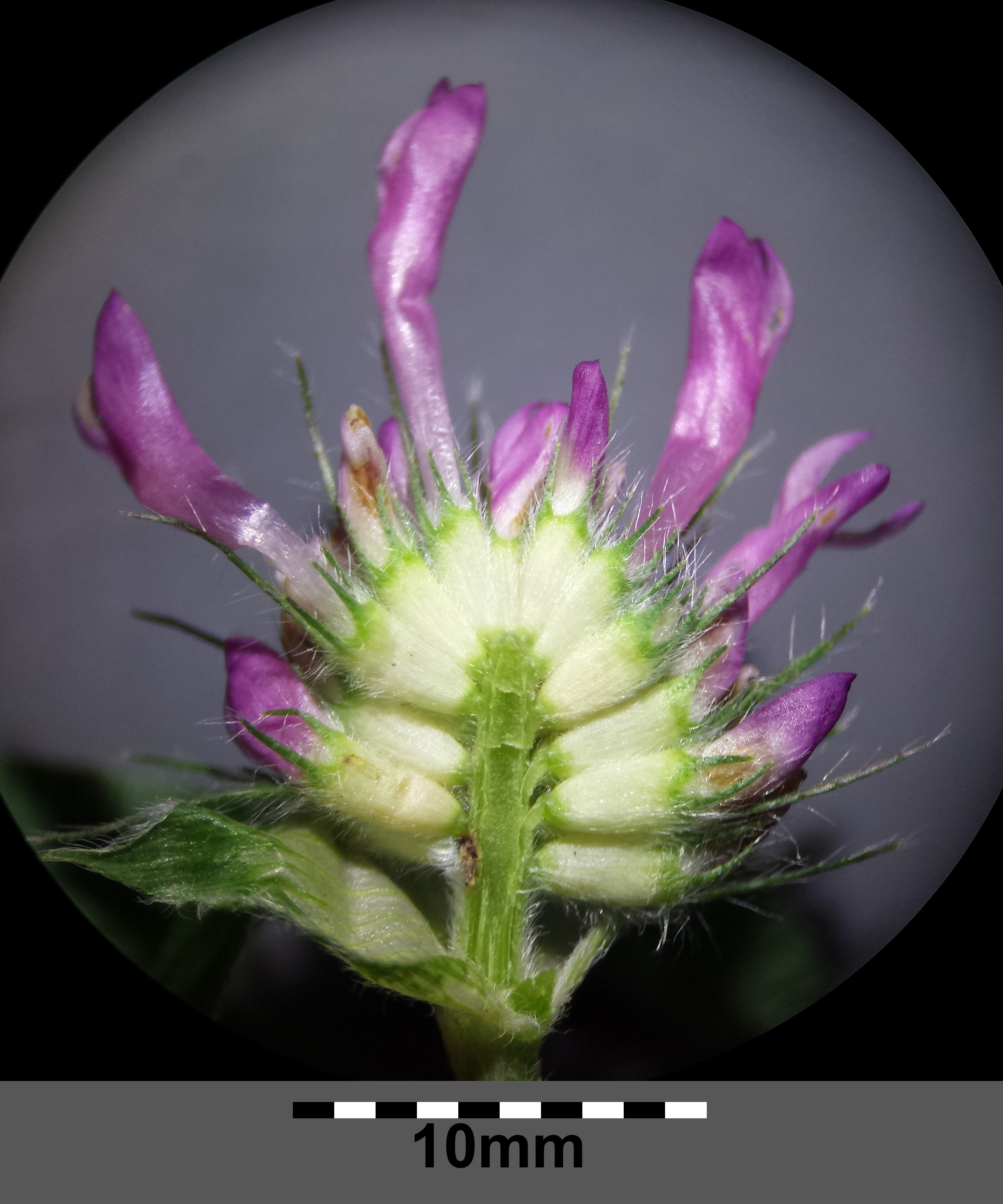
Blütenstand, vordere Blüten entfernt

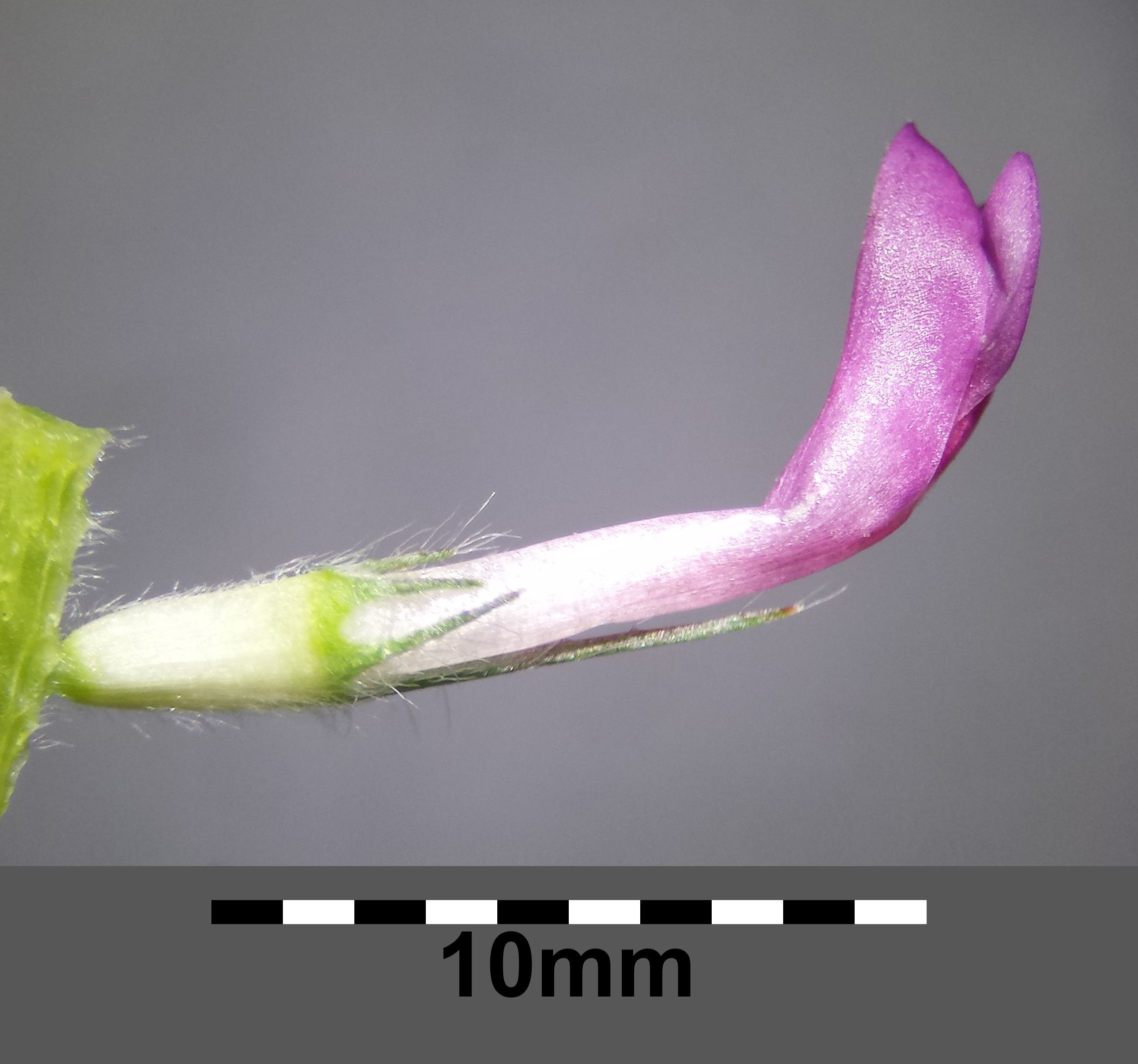
Blüte mit behaartem Kelch

## Beschreibung

### Vegetative Merkmale
Der Hügel-Klee wächst als ausdauernde krautige Pflanze und erreicht Wuchshöhen von 15 bis zu 40 Zentimetern. Er besitzt eine schief absteigende Pfahlwurzel und weitkriechende Bodenausläufer. Der Stängel ist aufrecht oder aufsteigend, meist einfach und anliegend bis abstehend behaart. Die unteren Blätter sind lang gestielt, die oberen sitzend. Die schmalen, dreiteiligen Laubblätter sind bis zu 8 cm lang, oberseits kahl, unterseits behaart. Die Teilblättchen sind schmal elliptisch bis lanzettlich, etwa 2 bis 5 Zentimeter lang und 0,5 bis 1 Zentimeter breit. Sie haben eine kräftige Mittelrippe. Die Nebenblätter sind groß und weit mit dem Blattstiel verbunden, bei den oberen Blättern bis über dessen Mitte.

### Generative Merkmale
Die Blütezeit ist Juni bis August. Die die kugeligen bis  eiförmigen Blütenstände sind kaum gestielt und von den obersten Blättern und Nebenblättern umgeben. Die Blüten sind etwa 15 Millimeter lang und sitzend. Die zwittrigen Blüten sind fünfzählig und zygomorph mit doppelter Blütenhülle. Der Kelch ist außen zottig behaart und 20-nervig. Die Kelchzähne sind ungleich lang, der unterste ist viel länger als die oberen und erreicht fast die Fahnenspitze. Die Krone ist 10 bis 15 mm lang und besitzt die typische Form der Schmetterlingsblüte. Die Kronblätter sind meist leuchtend purpurrot und dunkler als beim Wiesen-Klee (Trifolium pratense) oder beim Mittleren Klee (Trifolium medium). Sie sind zu einer 11 bis 14 Millimeter langen Röhre verbunden. Die Fahne ist löffelförmig und wie das Schiffchen stark aufwärts gekrümmt. Die Hülse ist rundlich-eiförmig.

### Chromosomenzahl
Die Chromosomenzahl beträgt 2n = 16.

## Ökologie
Die Überwinterungsknospen befinden sich nahe der Erdoberfläche, es ist also ein Hemikryptophyt. Wenn die Standorte nicht zu flachgründig sind, bildet der Hügel-Klee tiefe Wurzeln aus, um an ausreichende Feuchtigkeit zu kommen.
Wegen der langen Blütenröhre sind fast alle Bienen und die meisten Hummeln vom Nektarsaugen ausgeschlossen. Bestäuber sind Tagfalter und die langrüsseligen Apiden Eucera longicornis, die Obsthummel (Bombus pomorum) und die Felsen-Kuckuckshummel (Psithyrus rupestris).
Die Samenverbreitung durch den Wind wird durch die federig behaarten Kelchzähne erleichtert.

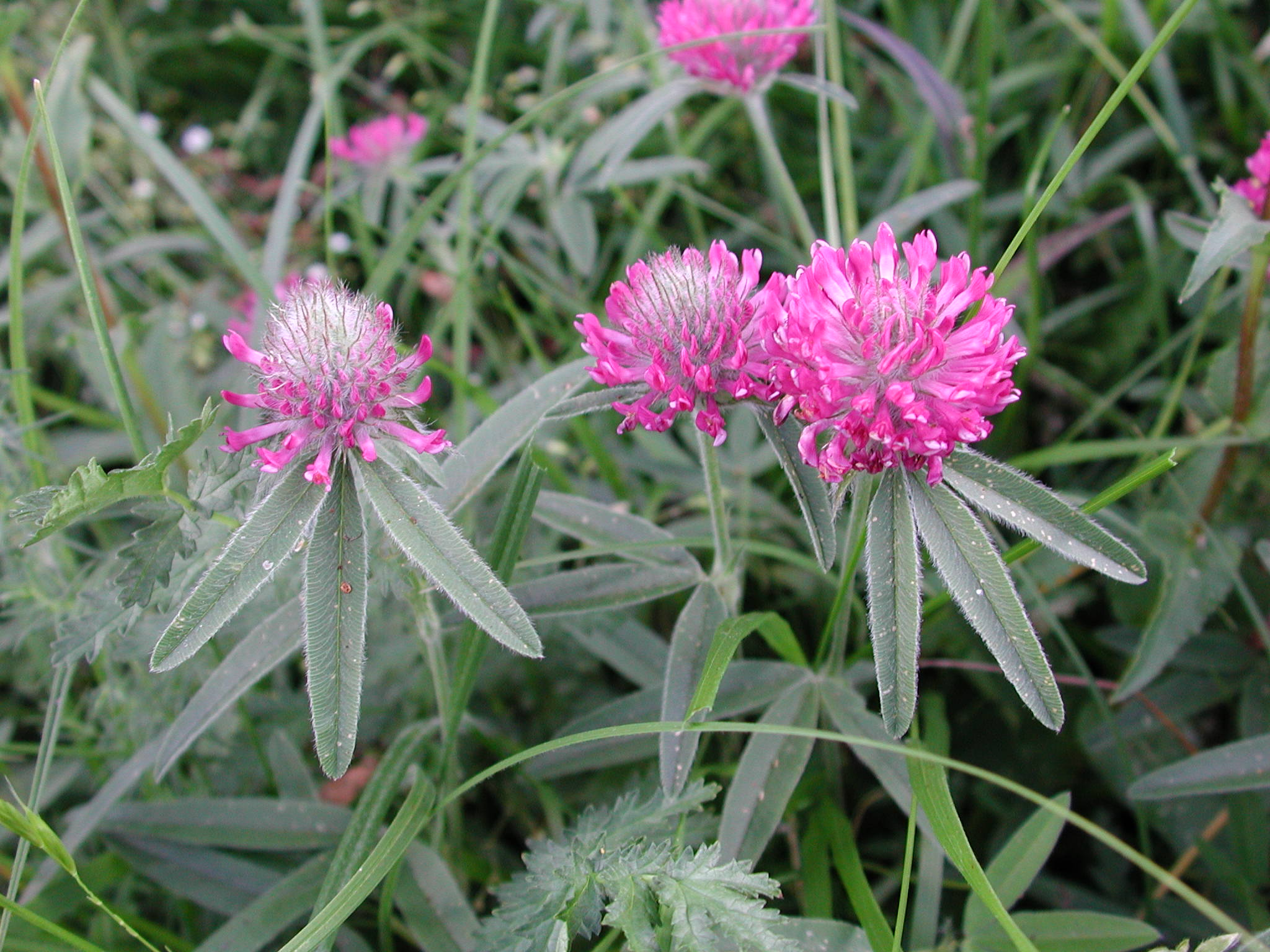
Hügel-Klee (Trifolium alpestre)

## Vorkommen und Gefährdung
Das Areal des Hügel-Klee erstreckt sich in fast ganz Europa von den Pyrenäen bis Mittelfrankreich, Lothringen, Eifel, Hannover, Dänemark, Estland, weiter bis zum Ural und bis zum Kaukasus im Osten; südlich bis ins nördliche Griechenland und Mittelitalien. Für Europa gibt es Belege aus: Albanien, Österreich, Bulgarien, Tschechien, Slowakei, Dänemark, Frankreich, Deutschland, Griechenland, Ungarn, Italien, Luxemburg, Polen, Rumänien, Schweiz, Türkei, ehemaliges Jugoslawien. Auf dem asiatischen Kontinent kommt der Hügel-Klee zum Beispiel in Kleinasien: im Iran und der Türkei vor.
Der Hügel-Klee fehlt im mitteleuropäischen Tiefland westlich der Elbe; an ihrem Unterlauf und östlich der Elbe ist er sehr selten; in den niedrigen Mittelgebirgen sowie in Ober- und Niederösterreich ist er selten, er bildet dort aber oft kleinere Bestände; in den höheren Mittelgebirgen Mitteleuropas fehlt er ganz; im Alpenvorland fehlt er in größeren Gebieten; in den Südalpen kommt er zerstreut vor; insgesamt ist er in Mitteleuropa selten.
In Mitteleuropa bevorzugt der Hügel-Klee die kolline bis montane Höhenstufe. Er steigt in den Alpen bei Zermatt bis 2400 Meter und im Gran-Paradiso-Gebiet bis 2500 Meter Meereshöhe auf.
Der Hügel-Klee gedeiht am besten auf trockenen, basenreichen, aber kalkarmen Lehm- oder lehmigen Sandböden. Er erträgt Stickstoffdüngung nicht; auf gedüngten Wiesen verschwindet er.
Der Hügel-Klee wächst in Gebüschen, lichte Standorte in trockenen Wäldern, auf trockenen Wiesen und in Krautsäumen. Er ist eine Charakterart für den Verband: „Staudensäume an Gehölzen“ (Geranion sanguinei) (Pflanzensoziologie), besonders für das Geranio-Trifolietum alpestris. Er kommt aber auch in Gesellschaften des Verbands Potentillo-Quercion petraeae vor.
Diese subozeanische Halblichtpflanze ist ein Trockniszeiger, wächst auf stickstoffarmen Standorten häufiger und ist nicht salzertragend. Die ökologischen Zeigerwerte nach Landolt et al. 2010 sind in der Schweiz: Feuchtezahl F = 1+w (trocken aber mäßig wechselnd), Lichtzahl L = 3 (halbschattig), Reaktionszahl R = 4 (neutral bis basisch), Temperaturzahl T = 4 (kollin), Nährstoffzahl N = 2 (nährstoffarm), Kontinentalitätszahl K = 4 (subkontinental).
Der Hügel-Klee hat in den letzten Jahrzehnten in Mitteleuropa viele Standorte verloren.
Das Vorkommen in Niedersachsen ist stark gefährdet und in Mecklenburg-Vorpommern gefährdet. In Baden-Württemberg ist die Art in den Nördlichen Gäulandschaften, Südlichen Gäulandschaften, Keuper-Lias-Land und auf der Schwäbischen Alb gefährdet; die restlichen Vorkommen sind nicht gefährdet. Alle anderen Vorkommen in Deutschland sind nicht gefährdet.

## Taxonomie und Systematik
Der Hügel-Klee wurde 1763 von Carl von Linné in Species Plantarum 2. Auflage Band 2, Seite 1082 als Trifolium alpestre erstbeschrieben.
Es können 2 Varietäten unterschieden werden:
- Trifolium alpestre var. alpestre
- Trifolium alpestre var. durmitoreum Rohlena: Sie kommt im früheren Jugoslawien vor.[8]